# Famille von Hertzberg
Pour les articles homonymes, voir Hertzberg.
La famille von Hertzberg (polonisé également Arcemberski ou Herczemberk, Herczembarski, Herczemberski, Arcemberski de Arczembark) est une ancienne famille noble de Poméranie avec la maison ancestrale du même nom (aujourd'hui un quartier d'Okonek) dans l'arrondissement de Neustettin

## Histoire
La famille apparaît pour la première fois le 14 avril 1378 puis apparaît en deux lignées familiales.
L'élévation au rang de comte prussien le 19 septembre 1786 à Königsberg ( Prusse orientale ) a eu lieu pour Ewald Friedrich von Hertzberg, ministre d'État privé royal prussien, de la Guerre et du Cabinet, et son frère, le capitaine royal prussien Franz Rudolf von Hertzberg, comme ainsi que pour leurs cousins Johann Carl von Hertzberg, colonel royal prussien et commandant du 14e régiment d'infanterie "von Wildau", et Friedrich Wilhelm von Hertzberg, major prussien du 5e régiment de cuirassiers (de),.

## Armes

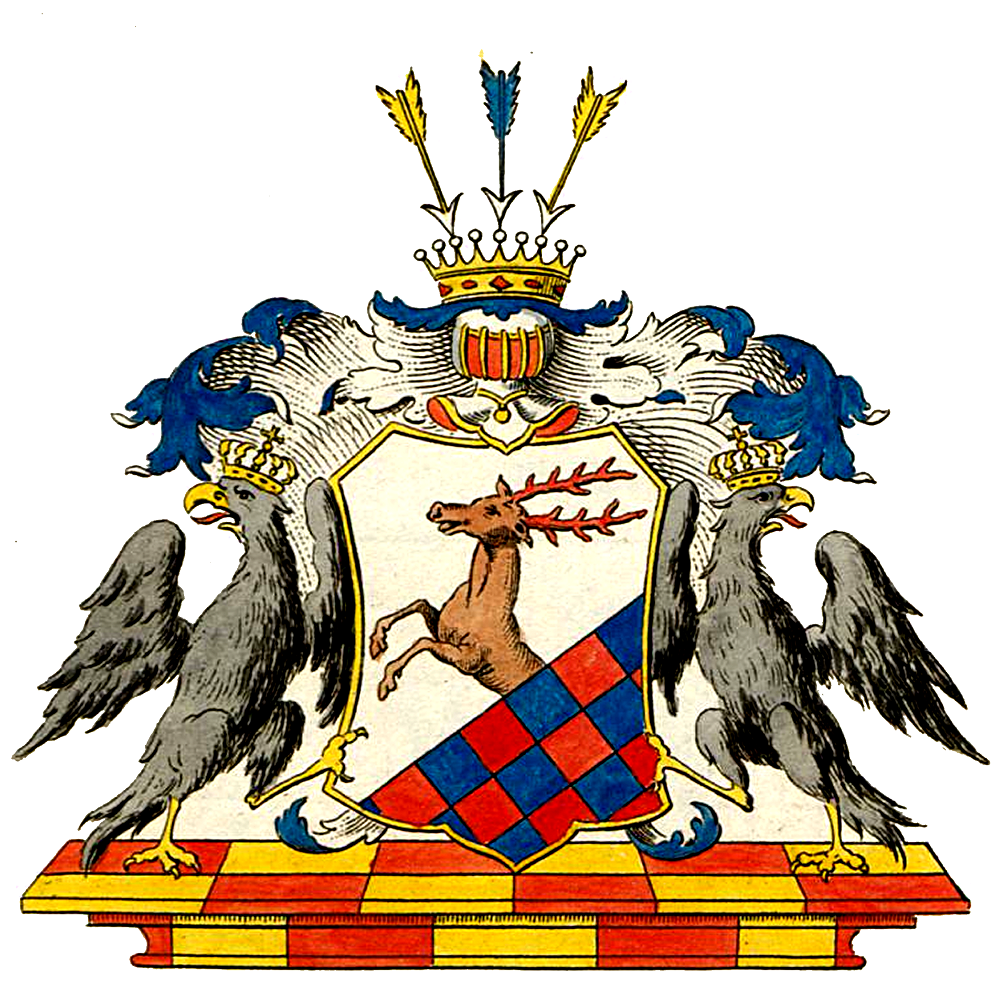
Armoiries des comtes von Hertzberg

Les armoiries familiales sont divisées (en diagonale), avec un cerf rouge montant en argent en haut et rouge et bleu en bas. Sur le casque avec des couvertures bleu-argent, trois flèches rouges tombées à pointe bleue avec des pointes argentées. « Le cerf sur les échecs » est le motif récurrent d'un groupe d'armoiries de plusieurs familles nobles de Poméranie.

## Personnalités
- Adolf von Hertzberg (1820-1910), lieutenant général prussien.
- Ewald Friedrich von Hertzberg (1725-1795), ministre prussien
- Erdmann Bogislav von Hertzberg (de) (1736-1803), major général prussien.
- Ernst von Hertzberg (de) (1852-1920), directeur régional prussien en Poméranie, député de la chambre des représentants de Prusse.
- Friedrich Rüdiger von Hertzberg (1853-1928), général de cavalerie prussien.
- Friedrich Wilhelm von Hertzberg (de) (1739-1815), lieutenant-général prussien.
- Gertzlaff von Hertzberg (de) (1880-1945), administrateur de l'arrondissement de Neustettin et fonctionnaire d'association, homme politique.
- Hannibal von Hertzberg (de) (1783-1866), major de l'armée prussienne, directeur d'abbaye et député du parlement provincial de Saxe (de).
- Hans Kaspar von Herzberg (de) (1685-1745), major général prussien.
- Joachim Wilhelm von Hertzberg (de) (1704-1759), colonel prussien et commandant du 12e régiment d'infanterie
- Julius von Hertzberg (de) (1826-1887), major général prussien.
- Karl von Hertzberg (de) (1731-1798), lieutenant-général prussien
- Karl von Hertzberg (de) (1789-1856), major général prussien
- Kurt von Hertzberg (1853-1924), lieutenant-général prussien.
- Kurt von Hertzberg (de) (1871-1914), administrateur de l'arrondissement d'Ohlau.
- Rudolf von Hertzberg (1832-1898), major général prussien.
- Rudolph von Hertzberg (de) (1818-1893), chef de chœur et compositeur.
- Wilhelm von Hertzberg (1764-1837), administrateur prussien